# 팔봉산 (홍천)
팔봉산(八峰山)은 대한민국 강원특별자치도 홍천군 서면 팔봉리에 있는 산으로 홍천강이 산의 삼면을 둘러 흐르고 있다. 산림청이 지정한 한국의 100대 명산이자 홍천 8경의 하나로 꼽힌다. 높이는 327.4m이다.

## 같이 보기
- 한국의 산